# 서송 (전한)
서송(徐誦, ? ~ ?)은 전한의 관료로, 자는 자산(子産)이며 파군 낭중현(閬中縣) 사람이다.

## 행적
어릴 때 글을 읽는데, 하루에 오십 자를 채 외지 못하였으나 천 편을 익혀 학문을 깨쳤다. 이후 경조윤을 지냈다.
서송은 《화양국지》에만 언급되는 인물로, 정확히 어느 시기의 인물인지 알 수 없다.

## 출전
- 상거, 《화양국지》 권12
- 이방, 《태평어람》 권616

| 전임 (불명) | 전한의 경조윤 | 후임 (불명) |